# Liste des œuvres d'Alessandro Scarlatti
Ceci est la liste des œuvres musicales écrites par le compositeur italien Alessandro Scarlatti (1660–1725).

## Publications
- Cantate a 1 e 2 voci col basso continuo, opus 1. éd. Amsterdam, Étienne Roger 1701
- Concerti sacri, opus 2, éd. Étienne Roger 1707/1708[1],[2],[3] (motets) : titre original complet Concerti Sacri, Motetti a una, due, tre e quattro voci con violini e Salve Regina a quattro voci e violini del Sig. Scarlatti. Opera seconda.
  - Rorate coeli (S)
  - Jam sole clarior (S)
  - Infirmata vulnerata (A) 16 octobre 1702
  - Totus amore languens (A)
  - Mortalis non auditis (S)
  - Quae est ista (SAT)
  - Diligam te (SAT)
  - Properate fideles (SATB)
  - Est dies trophei (SATB)
  - Salve Regina [II] (SATB)

## Musique instrumentale

### Œuvres pour clavier
- Toccate per cemballo (éd. n.d.)
- Toccata d'intavolatura per cemballo o pure organo d'otta stesa (éd. n.d.)
- Promo libro di toccata (éd. n.d.)
- Second libro di toccata (éd. n.d.)
  - Variations [29] sur La Folia (7e toccata)
- Due sinfonie per cembalo (16 juin 1699)
- Dieci partite sopra basso obligato (1716)
- Toccata per studio di cembalo (éd. 1717)
- Tre toccate, ognuna seguida da fuga e minuetto (éd. 1717)
- Toccata e fuga, en sol majeur R.538/9 Londres, GB-Lbl Add. 32161
- Toccata e fuga, en ré mineur R.538/9 Londres, GB-Lbl Add. 32161 Toccate per Cembalo di Varij Autori ; Turin, Bibliothèque nationale Universitaire, Fonds Foà-Giordano, ms. 394 : Sonate antiche per studio ; Naples, Bibliothèque du conservatoire de Musique S.Pietro a Maiella, Ms. 71 Toccate per Cembalo di diversi Autori ; New Haven, Yale University, Misc. Ms. 164 (collection H.M.Higgs), Toccate per Cembalo Per bene principiare a sonare, et al nobile portamento delle Mani qui contient trois fugues.

### Musique de chambre
- Sonata a quattro
  - No. 4 I. Largo –  II. Grave – III. Allegro - Allegro - Minuet (fa majeur ?)

- Sonata IX en la mineur
  - I. Allegro
  - II. Largo
  - III. Fuga
  - IV. Largo
  - V. Allegro

- 3 Sonates pour violoncelle et continuo (Naples, c.1700)
  - Sonate no 1 en ré mineur
  - Sonate no 2 en ut mineur
  - Sonate no 3 en ut majeur

### Concertos et Concertos grosso
- 7 concerto pour flûte, inclus dans Ms. 24 concerti di Fauto... Di Diversi Autori (Naples)

- 12 Sinfonie di concerto grosso (1715 ; Ms. British Library RM 21.b.14–15) pour une flûte à bec (ou deux : 1 et 5), cordes et basse continue ; no 2 avec trompette ; no 4 avec hautbois.
  1. fa majeur [tarentelle]
  2. ré majeur « Concertata con li ripieni » Spirituoso. Adagio. Allegro. Adagio. Presto.
  3. ré mineur. Vivace. Adagio. Andante. Adagio. Allegro [tarentelle].
  4. mi mineur
  5. ré mineur
  6. la mineur
  7. sol mineur
  8. sol majeur
  9. sol mineur [tarentelle]
  10. la mineur
  11. ut majeur
  12. ut mineur « La geniale »
- Six Concerti grossi (7 parties, éd. Benjamin Cooke, Londres 1740)
  1. Concerto grosso en fa mineur — I. Grave - II. Allegro [fugue] - III. Largo - IV. Allemanda. Allegro
  2. Concerto grosso en ut mineur — I. Allegro moderato [fugato] - II. Grave - III. Minuet
  3. Concerto grosso en fa majeur — I. Allegro - II. Largo - III. Allegro ma non troppo - IV. Largo - V. Allegro [Tarentelle]
  4. Concerto grosso en sol mineur — I. Allegro ma non troppo [fugato] - II. Grave - III. Vivace
  5. Concerto grosso en ré mineur — I. Allegro [fugato] - II. Grave - III. Allegro - IV. Minuet
  6. Concerto grosso en mi majeur — I. Allegro - II. Allegro [fugue] - III. Largo - IV. Affetuoso
- Sinfonia en ré majeur (fragment)[4]
- Concerto grosso en la mineur

## Musique vocale

### Cantates de chambre
Le total des cantates de chambre à l'attribution certaine est de 620, auquel s'ajoute au moins 200 œuvres d'attribution douteuse.

### Serenate
Les sérénades sont en fait des cantates plus développées, à deux chanteurs ou plus, destinées à une occasion festive. Le terme est cependant utilisé pour diverses formes d'œuvres et il est difficile de clarifier le genre. Les serenate penchent, pour certaines œuvres, du côté dramatique, sorte d'opéras miniatures (sans décor et où les chanteurs étaient souvent costumés), ou pour d'autres, du côté de l'oratorio, également dans des proportions réduites, ce qui les rapproche de la cantate ; ces dernières portant alors l'appellation de solo serenata. Dans tous les cas, ces œuvres de caractère intime et à l'effectif réduit, sont jouées dans le cercle privé, pour une assemblée de connaisseurs à l'oreille éduquée. Le livret est profane, pastoral et généralement inspiré de l'antiquité, avec les principes de l’Accademia dell'Arcadia.
- Diana et Endimione (Rome, entre 1680 et 1685)
- L'Olimpo in Mergellina (Naples, Mergellina, 25 août 1686 ; reprise à Naples au Palazzo Reale, le 16 septembre 1686)
- Venere, Adone et Amore (Naples, Posillipo, 15 juillet 1696 ; reprise à Rome en août 1706)[6]
- Il trionfo delle stagioni (Naples, Posillipo, 26 juillet 1696)
- Il Genio di Partenope, la Gloria del Sebeto, il Piacere di Mergellina (Naples, Mergellina, le 5 août 1696)
- Venere e Amore (Naples, Posillipo, c. 1700)
- Clori, Lidia e Filli (Naples, c. 1700)
- Venere e Adone : Il giardino d'amore (Naples, entre 1700 et 1705)
- Clori, Dorino e Amore (Naples, Palazzo Reale, 1er mai 1702)
- La contesa d'onore tra la Gloria, la Fama et il Valore (Rome, Piazza San Marco, le 22 juillet 1704)
- Endimione e Cintia (Rome, 1705)
- Flora pellegrina (Rome, Villa Corsini, 14 septembre 1705)
- Il trionfo della Virtù (Rome, 1706)
- Il trionfo dell'Onestà, serenata a due soprani con violini (Rome, 1706)
- Serenata a Filli (Rome, 1706)
- Le muse Urania e Clio lodano le bellezze di Filli (Rome, 1706)
- Venere havendo perso Amore lo ritrova fra le ninfe e i pastori dei Sette Colli (Rome, 1706)
- Amore, Pace e Providenza « Al fragor di lieta tromba » (Naples, Palazzo Reale, 4 novembre 1711) [livret][PDF]
- Il genio austriaco (Naples, Palazzo Reale, 28 août 1713)
- Filli, Clori e Tirsi (Naples, Palazzo Reale, 4 décembre 1716 ; reprise à Rome, Palazzo del cardinale Nuno da Cunha e Ataíde, 24 juin 1721, avec le titre : La ninfa del Tago)
- La gloria di primavera (Naples, Palazzo Carafa della Spina, 22 ou 23 mai 1716)
- Partenope, Teti, Nettuno, Proteo è Glauco (Naples, Palazzo Reale, 4 novembre 1718)[7]
- La virtù degli amori (Rome, Palazzo Cesarini, 16 novembre 1721 ; redonné au Teatro Capranica) livret de Gaetano Lemer [lire en ligne]
- Erminia, Tancredi, Polidoro e Pastore R.374.26 (Naples, Palazzo Stigliano, 13 juin 1723)[8],[9] [livret][PDF]
Le librettiste inconnu s'est inspiré de La Gerusalemme liberata de Le Tasse et de Dante (Canto V). Roberto Pagano (1972, p. 232 a suggéré que ce pourrait être le jeune Métastase, mais d'autres pistes sont possibles, tel que Silvio Stampiglia). Seule la première partie de la musique semblait conservée jusqu'en 2012. C'est Jennifer Ward qui a retrouvé une partie de la seconde partie (The British Library (GB-Lbl) Add. 14166) (RISM 806154101) : quatre arias, un duo et un récitatif. À la création, le rôle d'Erminia était chanté par Farinelli.

### Oratorios et cantates sacrées
Au moins 38 oratorios ont été composés par Scarlatti, mais seuls une trentaine ont survécu.
- Passio Domini Nostri Jesu Christi secundum Ioannem (Rome, c. 1680)
- Agar et Ismaele esiliati (Rome, 1683 ; reprise à Palerme, 1691, avec le titre de L'Abramo ; Florence, 1695, avec le titre d'Ismaele soccorso dall'Angelo)
- Il martirio di Santa Teodosia (Rome, 1683 ; reprise à Modène, 1685, avec le titre de Santa Teodosia ; Mantoue, 1686 ; Florence, 1693, avec le titre de Santa Teodosia vergine e martire)
- La Maddalena penitente ou Il trionfo della gratia overo La conversione di Maddalena R.499.6 (Rome 1685, 1695 et 1699 ; reprise à Modène 1686 et 1703 ; Florence, 1693 et 1699 ; Bologne, 1695, 1696, 1699, 1704 et 1705 ; Vienne, 1703)
- La Giuditta à 3 voix « de Cambridge » (1690) R.500.9
- La Giuditta à 5 voix « de Naples » (Rome 1693 ; reprise à Naples, 1695)
- Il martirio di Santa Orsola (Rome, c. 1695 ; reprise à Lyon, 1718)
- La religione giardiniera (Naples, 1698)
  - reprise, avec le titre : Il giardino di rose, o sia La Santissima Vergine del Rosario, a cinque voci (Rome, Palais Ruspoli, Pâques 1707)
- Davidis pugna et victoria (Rome 1700)
- La Santissima Annunziata (Rome 1700, reprise 1708)
- La concettione della Beata Vergine (1703)
- Cantata per l'assunzione della Beatissima Vergine (Rome, 1703 ; reprise Rome, 1705, avec le titre : Il regno di Maria Vergine assunta in cielo ; Florence, 1706, avec le titre : Il trionfo della Vergine Santissima assunta in cielo ; Naples, 1710, avec le titre : La sposa dei sacri cantici)
- Humanità e Lucifero (Rome 1704)
- San Casimiro re di Polonia (Rome, 1704 ; reprise à Florence, 1705)
- Il martirio di Santa Susanna (Rome, 1705 ; reprise à Florence, 1706)
- San Filippo Neri (Rome 1705 ; reprise à Florence, 1707)
- San Casimiro, Rè di Polonia (1705)
- Il Sedecia, re di Gerusalemme (Urbino 1705 ; reprise à Rome 1706)
- Tre cantate per la notte del Santissimo Natale (Rome 1705, 1706 et 1707)
- La Colpa, Il Pentimento, la Grazia, [Oratorio per la Passione di Nostro Signore Gesù Cristo] (1708)
- Cain overo Il primo omicidio (Venise 1707)
- Per la Passione di Nostro Signor Gesù Cristo (Rome 1708 ; reprise, 1725)
- Il martirio di santa Cecilia (Rome 1708 ; reprise, 1709)
- Oratorio per la Santissima Trinità (Naples 1715)
- Oratorio in onore della Vergine Addolorata (Naples 1717)
- Il Dolore di Maria Vergine (1717)

#### Oratorios ou cantates sacrées perdues
- Trois oratorios en latin — perdus (Rome, 1679, 1680 et 1682)
- I dolori di Maria sempre vergine — perdu (Naples, 1693 ; repris  avec un texte latin à Roma, 1703, avec le titre de La concettione della Beata Vergine)
- Samson vindicatus — perdu (Rome, 1695)
- San Michaelis Arcangelis cum Lucifer pugna et victoria (Rome 1705)
- San Francesco di Paola (Urbino 1706)
- Il trionfo del valore : Oratorio per il giorno di San Giuseppe (Naples 1709)
- La gloriosa gara tra la Santità e la Sapienza (Rome 1720)

#### Motets
Parmi les 116 motets recensés (dont 24 sont pour voix a cappella) :
- Ad te Dominum
- Infirmata, vulnerata,
- De tenebroso lacu
- Excultate Deo
- O Magnum Mysterium à 8 voix (Noël 1705) Manuscrit autographe conservé à la Cathédrale de Lisbonne.
- Domine Refugium Factus es Nobis
- Totus amore languens
- Quæ est ista

### Œuvres liturgiques

#### Psaumes
- Beatus vir
- Confitebor [I]
- Dixit Dominus (Scarlatti)
- Dixit Dominus [I] à cinq voix et chœur à cinq voix (1720/1721)
- Dixit Dominus [II] pour chœur à cinq voix (D-MÜp Hs. 3877, A-Wn, St.67.G.103, GB-Ob, mms.903, D-B, Mus. ms. Teschner 63)[10]
- Dixit Dominus [III], à cinq voix et chœur à cinq voix (avant 1716 ; D-MÜp, Hs. 3878)[11],[12]
- Dixit Dominus [IV], à trois voix et chœur à quatre voix (Milan I-Mc Ms. 237.2)[13]
- Dixit Dominus [V], à quatre voix (perdu)[14]
- Dixit Dominus [VI], à cinq voix (entre 1680 et 1700 ; D-B, Mus. ms. 19628)[15] — authenticité douteuse.
- Laetatus sum [I]
- Laetatus sum [II]
- Lauda Jerusalem
- Laudate Dominum omnes gentes
- Laudate pueri [I]
- Laudate pueri [II]
- Laudate pueri [III]
- Memento Domine
- Miserere mei Deus [I]
- Miserere mei Deus [II]
- Miserere mei Deus [III]
- Miserere mei Deus [IV]
- Nisi Dominus [I]
- Nisi Dominus [II]
- Nisi Dominus [III]

#### Cantiques, Hymnes, Te Deum…
- Ave maris stella [I]
- Ave maris stella [II]
- Magnificat [I]
- Magnificat [II]
- Magnificat [III]
- Stabat Mater [I] (1723)
- Stabat Mater [II] (1715, perdu)
- Stabat Mater [III] (perdu)
- Te Deum

#### Lamentations
- Lamentazioni per la settimana santa (vers 1706)

#### Antiphonies
- Nigra sum [I]
- Salve Regina (Scarlatti)
- Salve Regina [I] (chœur 4 voix, Rome, février 1703) Donné lors des cérémonies de remerciement à la Vierge organisées par le Cardinal Ottoboni, à la suite des tremblements de terre (14 janvier et 2 février) ayant fait peu de victimes, mais détruit plusieurs édifices religieux de Rome.
- Salve Regina [II] (chœur 4 voix (vers 1706)
- Salve Regina [III] (soprano) en ut mineur (avant 1716)
- Salve Regina [IV] (soprano, après 1716)
- Salve Regina [V] (soprano et alto), en fa mineur
- Tu es Petrus en ut majeur, pour double chœur à 4 voix R.530.64[16]. Il existe 45 copies manuscrites
- Volo Pater

#### Messes
Un total de 10 messes :
- Messa Clementina I (1705) Dédiée au Pape Clément XI. 25 copies manuscrites des XVIIIe et XIXe siècles à travers l'Europe.
- Messa breve a Palestrina
- Messa per il Santissimo Natale (1707) a deux chœurs
- Missa breve, e concertata a cinque voci
- Messa Clementina II (1716) Dédiée au Pape.
- Messa defunctorum quatuor vocibus
- Messa ad usum capellae pontificiae
- Messa ad canonem
- Messa tutta in canone di diversi specie
- Messa di Santa Cecilia (1720)

#### Requiem
- Missa Defunctorum

### Autres œuvres vocales
Madrigaux
- Intenerite voi lagrime mie à 5 (GB-Lbl, Add. 31412, fo 10r–13v)
- O selce, o tigre o ninfa à 5 (GB-Lbl, Add. 31412, fo 14r–18v)
- Sdegno la fiamma estinse à 5 (GB-Lbl, Add. 31412, fo 19r–23r)
- O Morte agl’altri fosca à 5 (A-Wgm, Q 9334 VI 15366. Cat)
- Arsi un tempo à 5 (A-Wgm, Q 9335 VI 15367. Cat)
- Mori mi dici à 5 (I-Nc, 34 1 30(4):cc. fos 1r–5r)
- Or che da te (I-Nc, 34 1 30(4):cc. fos 5v–10r)
- Cor mio, deh non languire à 5 (I-Nc, 34 1 30(4):cc. fos 10r–14v ; I-Nc, Rari 1.6.13(2-5) ; I-Nc, Rari Cornice 18.1(3) ; I-Nc, 31.8.32(2-15) ; I-Nc, 34.4.7(11) ; I-Nc, Rari Cornice 18.1(4) ; I-Nc, Pacco 646 bis ; I-Nc, 6.3.33 ; I-BGc, D.4.11.1.1 ; GB-Lbl, Add.14166 ; GB-Cfm, Ms. 56 (24 F 17) ; GB-Cfm, Ms. 56 (24 F 17) ; GB-T [in Ob], Ms. 1098 ; D-Bsb, Mus. ms. 19660 ; D-Bsb, Mus. ms.13715, cc. fos 89r–92r ; D-MÜs, Hs 1191 ; D-Mbs, Mus.ms. 20875 ; D-Mbs, Mus.ms. 4746-56 ; D-Eu, Esl VI 92 ; D-HVs, Kestner n. 74 (n. 1))

Arias
- Per dar lampo a' tuoi lumi, en ut majeur, pour soprano et clavier — GB-Lbl (Harley 1273)[17]
- Chi d'amor paventa il foco, en fa mineur, pour soprano et clavier — GB-Lbl (Harley 1273, fos 22r-22v)[18]
- Amor se mi feristi, en sol majeur, pour soprano, violon et clavier — GB-Lbl (Harley 1273, fos 112v-114r)[19]

### Opéras
Sur les 115 opéras écrits, l'histoire n'a retenu que 70 titres en partitions, composés pour Naples, Rome et Venise, dont certains n'ont survécu que par quelques airs. Rien ne subsiste des opéras créés à Florence.

### Intermezzo
- Lesbina e Adolfo